# Holding Back the Years
Holding Back the Years è un singolo del gruppo musicale britannico Simply Red, estratto dal loro album di debutto Picture Book (1985).

## Composizione
Il frontman del gruppo, Mick Hucknall, scrisse il brano all'età di 17 anni, mentre viveva a casa di suo padre a Bredbury, Greater Manchester, ma l'ispirazione per il ritornello non gli venne fino a molti anni dopo. Sua madre lasciò la famiglia quando Hucknall aveva appena tre anni, e lo sconvolgimento causato dall'evento lo spinse a scrivere il testo della canzone. La musica fu scritta a quattro mani con Neil Moss, membro del primo gruppo di Hucknall: i Frantic Elevators. Il brano veniva già suonato dal vivo, in versione leggermente diversa, durante i concerti dei Frantic Elevators.

## Video musicale
Il video musicale si concentra su Mick Hucknall che, mentre canta la canzone, cammina nei pressi della campagna inglese e dell'abbazia di Whitby. Il cantante porta con sé un bagaglio e ricorda la sua infanzia, in particolare il difficile rapporto con la madre. Nell'ultima parte si vede il protagonista prendere un treno a Goathland, in North Yorkshire.

## Successo commerciale
Il brano rimane il singolo di maggior successo dei Simply Red, avendo raggiunto la prima posizione della classifica statunitense Billboard Hot 100 (unico della band a riuscirci, oltre alla loro cover di If You Don't Know Me by Now). Nel Regno Unito la canzone era stata inizialmente distribuita l'anno precedente, con scarso successo, per poi raggiungere il secondo posto della Official Singles Chart con la riedizione del 1986.

## Tracce
1. Holding Back the Years – 4:04
2. I Won't Feel Bad – 4:01
3. Drowning in My Own Tears – 3:22

## Classifiche
| Classifica (1986)                | Posizione massima |
| -------------------------------- | ----------------- |
| Australia                        | 16                |
| Austria                          | 22                |
| Belgio (Fiandre)                 | 8                 |
| Canada                           | 6                 |
| Irlanda                          | 1                 |
| Italia                           | 20                |
| Nuova Zelanda                    | 40                |
| Paesi Bassi                      | 5                 |
| Regno Unito                      | 2                 |
| Stati Uniti                      | 1                 |
| Stati Uniti (adult contemporary) | 4                 |
| Stati Uniti (R&B)                | 29                |